# Вагинский сельсовет (Курганская область)
Вагинский сельсовет — упразднённые административно-территориальная единица и муниципальное образование (сельское поселение) в Белозерском районе Курганской области.
Административный центр — село Вагино.
9 января 2022 года сельсовет был упразднён в связи с преобразованием муниципального района в муниципальный округ.

## История
Образован в 1919 году в Тебенякской волости Курганского уезда.
Постановлениями ВЦИК от 3 и 12 ноября 1923 года в составе Курганского округа Уральской области РСФСР образован Белозерский район, который 17 января 1934 года включён в состав Челябинской области, а 6 февраля 1943 года в состав Курганской области.
14 июня 1954 года Вагинский сельсовет объединён с упразднённым Усть-Суерским сельсоветом.
1 февраля 1963 года Белозерский район упразднён, Вагинский сельсовет включён в состав Каргапольского сельского района.
3 марта 1964 года Вагинский сельсовет включён в состав Кетовского сельского района.
12 января 1965 года вновь образован Белозерский район.

## Население
| 1926 | 1989 | 2002 | 2004 | 2010 | 2012  | 2013  |
| ---- | ---- | ---- | ---- | ---- | ----- | ----- |
| 1809 | ↘593 | ↘494 | ↘447 | ↘298 | ↘287  | ↘270  |
| 2014 | 2015 | 2016 | 2017 | 2018 | 2019  | 2020  |
| ↘260 | ↘257 | ↘250 | ↘245 | ↘243 | ↗1229 | ↘1197 |

## Состав сельского поселения
| № | Населённый пункт | Тип населённого пункта       | Население |
| - | ---------------- | ---------------------------- | --------- |
| 1 | Вагино           | село, административный центр | ↘61       |
| 2 | Мясникова        | деревня                      | ↘196      |
| 3 | Подборная        | деревня                      | ↘41       |

## Местное самоуправление
Администрация сельсовета
641351, Курганская область, Белозерский район, с. Вагино, ул. Школьная, 6.